# Estação Los Canelos
A Estação Los Canelos é uma das estações do Biotrén, situada em Coronel, entre a Estação Hito Galvarino e a Estação Huinca. Administrada pela Ferrocarriles del Sur (FESUR), faz parte da Linha 2.
Foi inaugurada em 29 de fevereiro de 2016. Localiza-se no cruzamento da Avenida Manuel Montt com a Rua Cerro Zapaleri. Atende o setor de Lagunillas 2.